# 3468 Urgenta
3468 Urgenta è un asteroide della fascia principale. Scoperto nel 1975, presenta un'orbita caratterizzata da un semiasse maggiore pari a 3,0170830 UA e da un'eccentricità di 0,0867274, inclinata di 11,00818° rispetto all'eclittica.